# Johann Michael von Kozamer
Johann Michael von Kozamer (* im 17. Jahrhundert in Bayern; † im 18. Jahrhundert) war ein deutscher Mediziner und Physikus des Herzogtums Teschen in Schlesien.

## Leben
Der aus Bayern stammende Mediziner Johann Michael von Kozamer war Doktor der Medizin und  wirkte in den Jahren um 1715 als Physikus des Herzogtums Teschen in Schlesien.
Am 7. April 1714 wurde Johann Michael von Kozamer mit dem akademischen Beinamen Stratonicus als Mitglied (Matrikel-Nr. 303) in die Kaiserlich Leopoldinisch-Carolinische Akademie der Naturforscher aufgenommen.

## Schriften
- Dissertatio de peste, videlicet ejus origine et progressu, subjecto et agendorum norma, qua haec lues averti, aut ad minimum mitigari possit. Hubert, Wratislaviae 1715
- Unterricht Von Sicherer Erhaltung der Kinder / Welche In der Natur und ihrer Freyheit bestehet; So durch die Auslegung der Natur / genaue Lebens-Ordnung, Abschaffung derer Mißbräuche / und Einführung derer Haus-Mittel / ec. abgehandelt ist/. Hubert, Breßlau 1717 (Digitalisat)
- Informatio de secura infantum valetudine tuenda : in natura et huius libertate fundata accurate per naturae explicationem, diaeteticum regimen, abusuum abrogationem, domesticae medicandi methodi institutionem &c. Hubert, Vratislaviae 1717 (Digitalisat)